# Красный Крым (большой противолодочный корабль)
«Красный Крым» — большой противолодочный корабль проекта 61 Краснознамённого Черноморского флота ВМФ СССР и ВМФ России.   

## Служба
БПК «Красный Крым» проекта 61 был заложен 23 февраля 1968 года на заводе имени 61 коммунара в Николаеве (строительный № 1712), спущен на воду 28 февраля 1969 года. 9 февраля 1970 года был зачислен в списки кораблей ВМФ. Вступил в строй 15.10.1970 года и 20 октября 1970 года включен в состав Черноморского флота.
Вошёл вместе с однотипным БПК «Сметливым» в состав сформированной 1 июня 1970 года 11-я бригады противолодочных кораблей. Так в свою очередь была в составе 30-й ДиНК.  Бортовые номера 154, 540, 703, 814.
С 30 июня 1970 года носил гвардейский Военно-морской флаг, унаследованный от одноименного крейсера Черноморского Флота.
15-19 мая 1971 года и 1-29 февраля 1972 года, во время находясь в зоне военных действий, выполнял боевую задачу по оказанию помощи вооруженным силам Египта.
Боевые службы в 1973-1976 годах:
- 2-я БС 27 февраля - 27 июня 1973 года.
- 3-я БС 28 октября - 16 декабря 1973 года во время Войны Судного дня[4].
- 4-я БС 24 апреля - 30 июня 1974 года.
- 5-я БС 2 октября - 17 октября 1974 года.
- 6-я БС 24 июня - 25 декабря 1975 года.
- 7-я БС 24 мая - 30 ноября 1976 года прошёл учения «Крым-76» и операцию «Прибой» по поиску, слежению и условному уничтожению атомных подводных лодок с баллистическими ракетами 6-го флота США в составе корабельной поисковой ударной группы (КПУГ-1) в Ионическом море в составе: пкр «Ленинград», БПК «Красный Крым», БПК «Смелый» и семь подводных лодок[4].

3-7 июля 1975 года нанес визит в Тулон (Франция). 14-19 октября 1976 года визит в Сплит (Югославия). 5-9 августа 1977 года визит в Констанцу (Румыния).
В период с 6.10.1978 по 28 августа 1983 прошел на «Севморзаводе» в Севастополе капитальный ремонт.
В 1981 года визит в Тобрук (Ливия). 12-16 августа 1985 года визит в Тунис. 11-14 июня 1990 года визит в Таранто (Италия).
1 июня 1992 года корабль переклассифицирован в СКР, он числится в составе 30-й дивизии надводных кораблей. 
24 июня 1993 года был разоружен, исключен из состава ВМФ в связи с передачей в ОФИ для демонтажа и реализации и 11 февраля 1994 года был расформирован. В 1996 году продан частной индийской фирме для разделки на металл.

## Командиры
- капитан 2-го ранга Головченко Н. П. (1971),
- капитан-лейтенант Спешилов, Александр Викторович
- капитан-лейтенант, капитан 3-го ранга Ерёмин, Василий Петрович (1979),
- капитан 2-го ранга Ломов А. Ю. (1994).